# Juan Mariné Bruguera

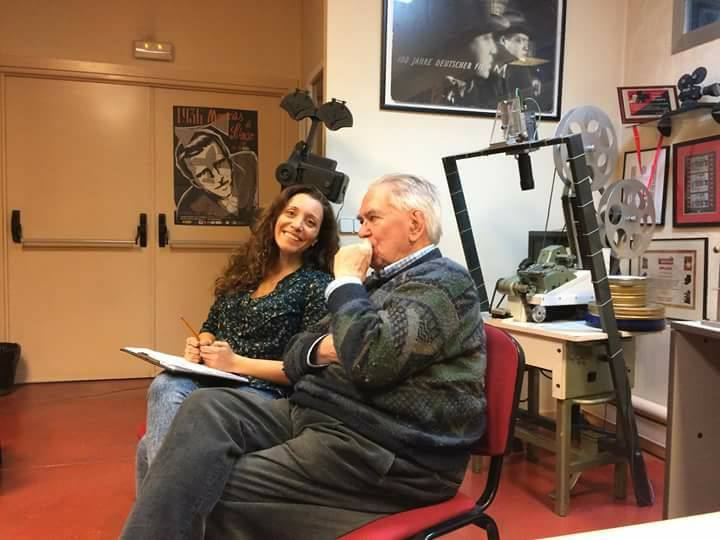
Juan Mariné en una entrevista pel programa Días de cine.

Juan Mariné Bruguera (Barcelona, 31 de desembre de 1920 — Madrid, 17 de febrer de 2025) conegut com a Juan Mariné va ser un director de fotografia català que com a tal va debutar l'any 1942 a la pel·lícula Cuatro mujeres d'Antonio del Amo. La seva carrera va acabar 47 anys més tard al 1989 després de rodar La grieta de Joan Piquer, rodatge durant el qual es va infectar d'anisakis i va estar a punt de morir.

## Biografia

### Pares
Els pares de Juan Mariné es van conèixer gràcies al futbol. La mare, Josepa Bruguera, jugava de portera a l'equip femení aficionat de l'Espanyol. Enric Mariné, el pare era defensa del conjunt masculí de l'España. Una malaltia va obligar el pare a deixar els camps de futbol. Després d'aquesta etapa com a futbolista va entrar a treballar primer a El Siglo i, més tard, a La Unión Vidriera Española. Josepa Bruguera va dedicar-se a fer treballs d'impremta.

### Infantesa i joventut
De petit va patir "una tos molt lletja" i, a conseqüència d'això, la seva mare el va enviar temporalment a Arenys de Mar per curar-se. Allà, l'any 1924 va tenir el seu primer contacte amb el cinema, ja que uns comerciants d'antiguitats van projectar-hi els primers curtmetratges de Charles Chaplin amb un novedós sistema de cinema casolà. "Allò era una meravella, em va impactar moltíssim", va dir en una entrevista de 2017. De tornada a Barcelona el seu pare el va dur a una sala de cinema, i llavors va fer que la seva mare l'inscrivís a l'escola abans d'hora per tal d'aprendre a llegir i així poder entendre els cartells de les pel·lícules mudes.
La seva educació va estar marcada per la poca solvència dels pares. Això va fer que Mariné s'hagués d'aplicar i estar pendent de les seves qualificacions, tot i que era bon estudiant. Va iniciar-se en el col·legi Cervantes del carrer d'Aribau de Barcelona. Va veure interrompuda la seva educació en el període de batxillerat elemental després de caure malalt. Va haver d'estar un llarg període al llit a causa d'unes febres que el van deixar cec; malgrat això, amb l'ajuda d'un oftalmòleg i mesos de cures van aconseguir que els seus ulls es curéssin. En comptes de tornar a l'escola per acabar el batxillerat va començar a treballar duent encàrrecs.
La seva mare el portava a veure produccions estrangeres subtitulades, que ella mateixa llegia pel seu fill. Més tard, a Arenys de Mar va freqüentar un club. Aquesta societat tenia un Pathé Baby amb el qual projectaven diapositives i pel·lícules. Com no funcionava gaire bé, Mariné l'arreglava de tant en tant.
El novembre de 1934 el seu tiet José Vilaseca, que era mecànic de professió, li va demanar que dugués una càmera Súper Parvo per a rodar cinema sonor als Estudis Orphea, on s'hi estava rodant El octavo mandamiento d'Arthur Porchet. Mentre esperava que arribés la furgoneta per traslladar la càmera va llegir-ne el manual d'instruccions, que estava en francès, i en arribar a l'estudi es va adonar que l'equip de rodatge, format per suïsos, ja havia tingut problemes amb la càmera que estaven emprant, que era d'un model anterior; Mariné va ser l'única persona capaç d'entendre quin havia estat el problema i resoldre'l. Al finalitzar la jornada li van demanar que tornés l'endemà, i de seguida es va interessar per l'activitat de l'equip de fotografia; i tal va ser el seu interès que, tot i les desavinences que va generar entre els operadors, va acabar donant-los un cop de mà com a meritori, sense cobrar. Quan va acabar el rodatge, però, van contractar-lo per 10 pessetes per pel·lícula, que era un sou més alt que el que rebia el seu pare. Després d'aquesta experiència Mariné va seguir col·laborant amb Porchet, que el va cridar per ser auxiliar a Amor gitano d'Alfonso Benavides, després a Incertidumbre de Juan Parellada i Isidro Socias i, finalment, a La canción de mi vida. Aquesta cinta no va acabar de rodar-se mai a causa de l'inici de la Guerra Civil Espanyola.

### Guerra Civil
Durant la guerra Mariné va formar part de SIE Films, una productora creada per la CNT. Allà va fer noticiaris, pel·lícules de propaganda, migmetratges i curtmetratges argumentals, entre d'altres. Mariné no estava a gust a SIE Films i va traslladar-se a Laya Films, on va ser ajudant i operador de càmera. Quan va tenir 17 anys Mariné va entrar a formar part del 18è cos de l'exèrcit republicà, que dirigia Enrique Lister. Més tard va ser destinat com a fotògraf pel mateix cos republicà. A les acaballes de la guerra el director de fotografia català va haver d'exiliar-se a França on va ser confinat al camp de concentració d'Argelers. Poc després va tornar a Espanya. El van dur a Sevilla i allà va ser empresonat. Primer va anar al camp de concentració de La Rinconada i, més tard, al de La Azucarera. Gràcies a contactes del seu pare va poder sortir. Va ingressar a la Caixa de Reclutes, on va fer serveis de guàrdia d'hospitals i vigilàncies. Es va poder traslladar de nou a Barcelona i va realitzar les proves per a fotògraf de l'Estat major. A principis dels anys 40, coincidint amb el trasllat de Cifesa Madrid, Mariné es va traslladar a la capital espanyola. Va intentar compaginar la seva activitat professional a Madrid amb el servei militar a Barcelona. No li va ser possible. Llavors el fotògraf va començar com a distribuïdor de sabons, tasca que li va proporcionar gran rendiment econòmic, però va acabar malament.
En acabar el servei militar Mariné va traslladar-se definitivament a Madrid amb l'objectiu de retornar al món del cinema. A la capital va recuperar el contacte amb Manuel Berenguer amb qui havia treballat prèviament a Laya, entre d'altres projectes. Amb l'alacantí va treballar en diversos films com a segon operador. L'any 47 va començar a rodar com a director de fotografia. El seu primer film va ser Cuatro mujeres d'Antonio del Amo, després que Manuel Berenguer no se'n pogués fer càrrec de la totalitat de les seqüències al tenir altres projectes sobre la taula. Amb del Amo va rodar 12 pel·lícules. La seva primera pel·lícula completa com a director de fotografia va ser La sombra il·luminada de Eduardo García Maroto. El 16 d'agost del 1948 Juan Mariné es va casar amb Carmen Brandy, filla del torer El Gallo. Junts van tenir tres fills: Núria, Juan Óscar i Jorge Álvaro. Es van separar l'any 1968.

### Carrera
Mariné va exercir com a director de fotografia fins a l'any 1987. Durant la seva extensa carrera va realitzar nombrosos films amb diferents directors. Destaquen els 22 films amb Pedro Lazaga, els 12 amb Antonio del Amo, els 9 amb José María Forqué, els 7 amb Juan Piquer i els 5 amb Pedró Masó. Posteriorment ha treballat en investigació i restauració de negatius a la Filmoteca Espanyola i l'ECAM. Al 2013 va protagonitzar el documental Juan Mariné: La aventura de hacer cine. de Primitivo Álvaro Pérez.

## Filmografia

### Segon operador
- 1942: Legión de héroes, Armando Sevilla i Juan Fortuny
- 1942: Siempre mujeres, Carlos Arévalo
- 1942: Cuando pasa el amor, Juan López de Valcárcel
- 1942: Vidas cruzadas, Luis Marquina
- 1943: Cuarenta y ocho horas, José María Castellví
- 1943: Huella de luz, Rafael Gil
- 1943: Deliciosamente tontos, Juan de Orduña
- 1943: La boda de Quinita Flores, Gonzalo Delgrás
- 1943: Eloísa está debajo de un almendro, Rafael Gil
- 1944: Lecciones de buen amor, Rafael Gil
- 1945: La noche del martes, Antonio Santillán
- 1945: Viento de siglos, Enrique Gómez
- 1947: Las inquietudes de Shanti Andía, Arturo Ruiz Castillo
- 1947: La nao capitana, Florián Rey
- 1947: La dama del armiño, Eusebio Fernández Ardavín
- 1947: Nada, Edgar Neville
- 1947: Botón de ancla, Ramón Torrado
- 1948: La manigua sin dios, Arturo Ruiz Castillo

### Segona unitat
- 1964: Cyrano y D'Artagnan/Cyrano et D'Artagnan/Cyrano e D'Artagnan, Abel Gance (esp-fr-it) (c)

### Curtmetratges
- 1959: El destierro del Cid, Jesús Franco (c)
- 1961: Paraíso verde, Pedro Baudín (c)
- 1961: Rías gallegas, Pedro Baudín (c)
- 1965: La corrida, Pedro Lazaga (amb Hans Burmann) (c)
- 1980: Cine Parlante Coyne, Juan G. Tharrats (par. c)
- 1985: Alfonso X y el reino de Murcia, Primitivo Pèrez (c)

### Llargmetratges
- 1947: Cuatro mujeres, Antonio del Amo (un episodi, els tres restants com a segón operador) (amb Manuel Berenguer)
- 1948: La sombra iluminada, Carlos Serrano de Osma
- 1948: La otra sombra, Eduardo G. Maroto
- 1948: Aquellas palabras, Luis Arroyo (fot. Adicional) (amb Emilio Foriscot)
- 1949: Noventa minutos, Antonio del Amo (fot. Aerea: Hans Scheib)
- 1949: El santuario no se rinde, Arturo Ruiz Castillo (amb Alfonso Nieva)
- 1950: El capitán Veneno, Luis Marquina
- 1950: Facultad de letras, Pio Ballesteros
- 1950: Truhanes de honor, Eduardo G. Maroto (amb Carlos Pahissa)
- 1951: Día tras día, Antonio del Amo
- 1951: Niebla y sol, José María Forqué
- 1952: La llamada de Africa, César F. Ardavín
- 1952: Puebla de las mujeres, Antonio del Amo
- 1953: Intriga en el escenario, Feliciano Catalán
- 1953: El pescador de coplas, Antonio del Amo
- 1953: Cristo, Margarita Alexandre i Manuel Torrecilla (c)
- 1954: La ciudad de los sueños, Enrique Gómez
- 1955: Orgullo, Manuel Mur Oti
- 1956: La Gata, Margarita Alexandre i Manuel Torrecilla
- 1956: El batallón de las sombras, Manuel Mur Oti
- 1957: María de la O, Ramón Torrado (c)
- 1957: Las lavanderas de Portugal/Les Lavandières du Portugal, Pierre Gaspard-Huit i Ramón Torrado (esp-fr) (c)
- 1957: Saeta del ruiseñor, Antonio del Amo (c)
- 1958: El ruiseñor en las cumbres, Antonio del Amo (c)
- 1958: Nada menos que un arkángel, Antonio del Amo (c)
- 1959: Escucha mi canción, Antonio del Amo (c)
- 1959: Duelo en la cañada, Manuel Mur Oti
- 1960: Hola, Robinsón/Robinson et le triporteur, Jack Pinoteau (esp-fr) (c)
- 1960: La vida empieza ahora, Antonio Vàzquez Gallo (cu)
- 1960: Melocotón en almíbar, Antonio del Amo
- 1960: 091, Policía al habla, José María Forqué
- 1961: Labios rojos, Jesús Franco
- 1961: Los dos golfillos, Antonio del Amo
- 1961: Usted puede ser un asesino, José María Forqué
- 1962: Accidente 703, José María Forqué (esp-arg)
- 1962: ¿Chico o chica?, Antonio del Amo
- 1962: La gran familia, Fernando Palacios
- 1962: La muerte silba un blues, Jesús Franco
- 1962: El joven rebelde, Julio García Espinosa (cu)
- 1963: Los dinamiteros, Juan García Atienza
- 1963: El juego de la verdad/Couple interdit, José María Forqué (esp-fr)
- 1964: Casi un caballero, José María Forqué
- 1964: La muerte viaja demasiado/Humour noir/Umorismo nero, episodi de José María Forque (esp-fr-it)
- 1964: Vacaciones para Yvette, José María Forqué
- 1964: Un hombre solo, Harald Philipp (esp-usa)
- 1965: Historias de la televisión, José Luis Sáenz de Heredia
- 1965: La familia… y uno más, Fernando Palacios
- 1965: La ciudad no es para mí, Pedro Lazaga
- 1965: 001, Operació Caribe/A.001 Operazione Giamaica/Scharfe Schüsse auf Jamaika, Richard Jackson (esp-it-rfa) (c)
- 1966: El último rey de los incas/Das Vermächtnis des Inka/Viva Gringo/Zavetut na Inkata, Georg Marischka (amb Sigfried Hold) (esp-rfa-it-bull) (c)
- 1966: Nuevo en esta plaza, Pedro Lazaga (c)
- 1966: Las viudas, episodi El retrato de Regino, José María Forqué
- 1966: Operación Plus Ultra, Pedro Lazaga (c)
- 1967: Un millón en la Basura, José María Forqué
- 1967: ¿Qué hacemos con los hijos?, Pedro Lazaga
- 1967: Los chicos del Preu, Pedro Lazaga
- 1967: Novios 68, Pedro Lazaga
- 1967: Sor Citroën, Pedro Lazaga
- 1968: El turismo es un gran invento, Pedro Lazaga
- 1968: No desearas a la mujer de tu prójimo, Pedro Lazaga
- 1968: Cómo sois las mujeres, Pedro Lazaga
- 1968: La chica de los anuncios, Pedro Lazaga
- 1968: No le busques tres pies, Pedro Lazaga
- 1969: Las secretarias, Pedro Lazaga
- 1969: Abuelo made in Spain, Pedro Lazaga
- 1969: Las amigas, Pedro Lazaga
- 1969: El abominable hombre de la Costa del Sol, Pedro Lazaga
- 1969: El otro árbol de Guernica, Pedro Lazaga
- 1969: A 45 revoluciones por minuto, Pedro Lazaga
- 1970: Verano 70, Pedro Lazaga
- 1970: ¿Por qué pecamos a los cuarenta?, Pedro Lazaga
- 1970: Crimen imperfecto, Fernando Fernán Gómez
- 1970: El dinero tiene miedo, Pedro Lazaga (esp-mex)
- 1970: El astronauta, Javier Aguirre
- 1971: Las Ibéricas F. C., Pedro Masó
- 1972: Las colocadas, Pedro Masó
- 1972: Experiencia prematrimonial, Pedro Masó
- 1973: Una chica y un señor, Pedro Masó
- 1974: Un hombre como los demás, Pedro Masó
- 1975: Una mujer y un cobarde, Silvio F. Balbuena
- 1976: Adulterio a la española, Arturo Marcos
- 1979: Supersonic Man, Juan Piquer
- 1979: Cinematógrafo 1900 (Homenaje a Segundo de Chómon), Juan G. Tharrats (colaboración)
- 1981: Ritos sexuales del diablo, José Ramón Larraz
- 1982: Los diablos del mar, Juan Piquer
- 1982: Mil gritos tiene la noche/Pieces, Juan Piquer (esp-usa)
- 1983: Los nuevos extraterrestres, Juan Piquer
- 1984: Guerra sucia, Juan Piquer
- 1984: La noche más hermosa, Manuel Gutiérrez Aragón (trucs i efectes especials)
- 1987: Slugs/Muerte viciosa, Juan Piquer (efectes especials)
- 1989: La grieta/The rift, Juan Piquer

## Premis
- 1974: Premi Nacional d'Investigació Juan de la Cierva
- 1990: Medalla d'Or al Mèrit en les Belles Arts[1][4]
- 1994: Premi Nacional de Cinema[1]
- 2001: Premi honorífic Segundo de Chomón

L'any 2019 es va saber que la Filmoteca Espanyola li retria homenatge el 2020.